# 西村 (熊本県)
西村（にしむら）は、熊本県球磨郡にあった村。

## 歴史
- 1889年4月1日 - 町村制施行により西村発足。
- 1955年7月1日 - 木上村、一武村と合併して錦村となり、消滅